# Àcid octacosanoic
L'àcid octacosanoic (anomenat també, de forma no sistemàtica, àcid montànic) és un àcid carboxílic de cadena lineal amb vint-i-vuit àtoms de carboni, la qual fórmula molecular és {\displaystyle {\ce {C28H56O2}}}. En bioquímica és considerat un àcid gras, i se simbolitza per C28:0.
L'àcid octacosanoic a temperatura ambient és un sòlid que fon a 90,0–90,9 °C. La seva densitat és 0,8191 g/cm³ entre 4 i 100 °C, i el seu índex de refracció val 1,4313 a 100 °C.

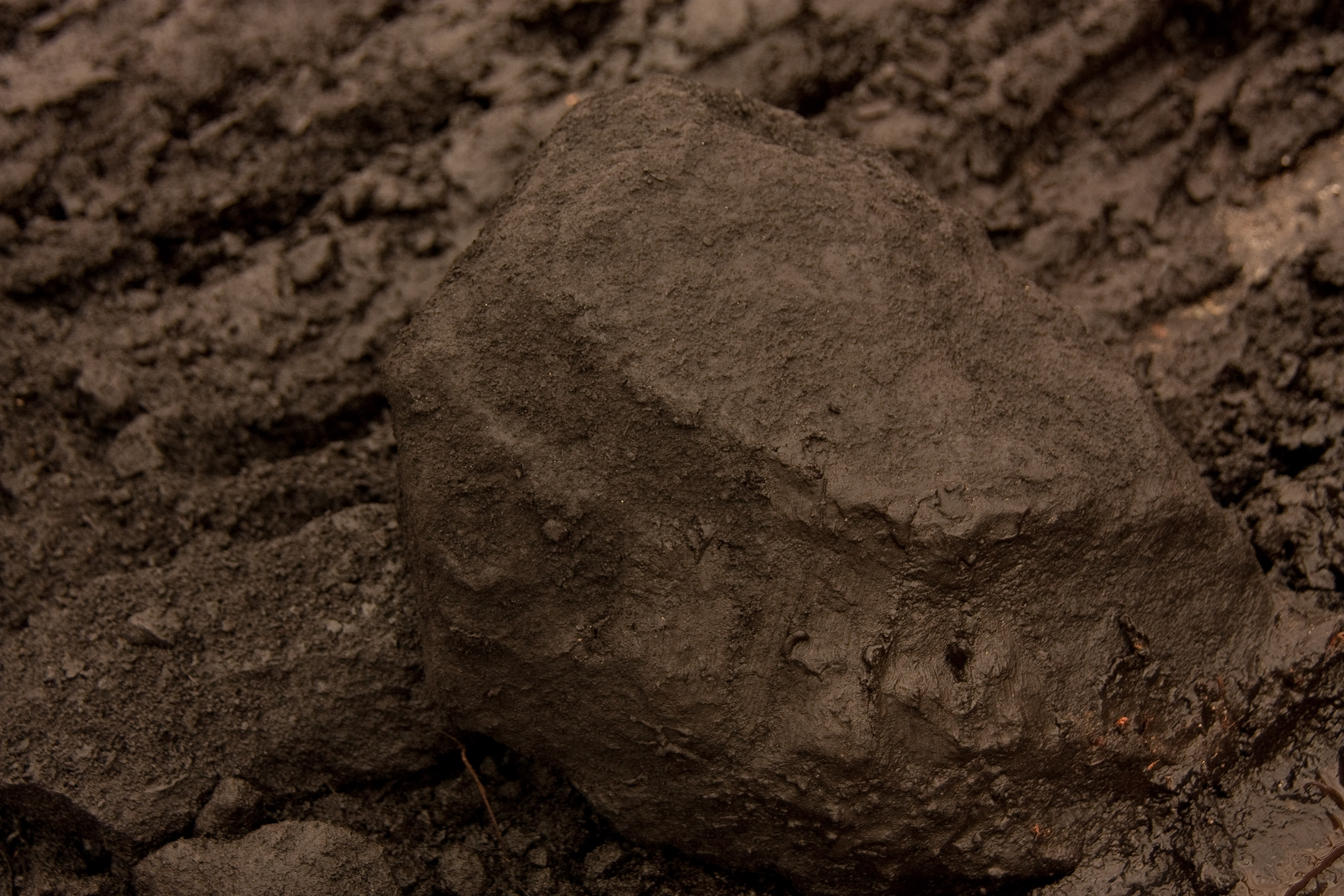
Lignit o carbó marró

El nom comú, àcid montànic, prové de l'alemany Montanwachs i aquest del llatí montanus, -a, -um, ‘relatiu a la muntanya’, i de l'alemany wachs, 'cera'; ja que s'aïllà de la cera montana, extreta del carbó marró o lignit. La cera montana conté aproximadament un 50 % d'àcid octacosanoic.
Es troba en el cervell humà i en els òrgans viscerals. S'obté a partir de cera de canya de sucre (Saccharum officinarum L.). Es biosintetitza a partir d'octacosanol mitjançant oxidació β. S'ha demostrat que inhibeix l'agregació plaquetària induïda ex vivo a causa de l'addició d'agonistes al plasma plasmàtic.